# Astrogenes chrysograpta
Astrogenes chrysograpta är en fjärilsart som beskrevs av Edward Meyrick 1921. Astrogenes chrysograpta ingår i släktet Astrogenes och familjen äkta malar. Inga underarter finns listade i Catalogue of Life.